# 梅梅尼勒
梅梅尼勒（法語：Méménil，法語發音：[memenil] ⓘ）是法国大東部大區孚日省的一个市镇，属于埃皮纳勒区。

## 地理
梅梅尼勒（48°13'13"N, 6°36'40"E）面积9.15 平方千米，位于法国大東部大區孚日省，该省份为法国东北部内陆省份，北起默兹省和默尔特-摩泽尔省，西接上马恩省，南至上索恩省和贝尔福地区省，东临上莱茵省和下莱茵省。
与梅梅尼勒接壤的市镇（或旧市镇、城区）包括：代西蒙、丰特奈、迪尔比永河畔日尔库尔、沃洛涅河畔莱庞日、勒鲁利耶、维梅尼勒。

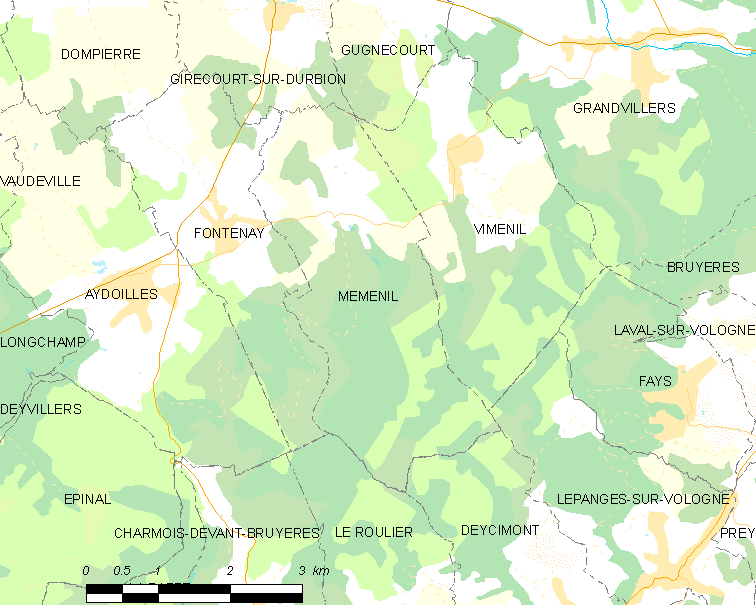
梅梅尼勒的OSM定位图

梅梅尼勒的时区为UTC+01:00、UTC+02:00（夏令时）。

## 行政
梅梅尼勒的邮政编码为88600，INSEE市镇编码为88297。

## 政治
梅梅尼勒所属的省级选区为布吕耶尔县。

## 人口

1962-2008年间梅梅尼勒人口变化图示

梅梅尼勒于2022年1月1日时的人口数量为175人。